# Pseudonaja guttata
Espèce
Synonymes
- Demansia guttata Parker, 1926

Pseudonaja guttata est une espèce de serpents de la famille des Elapidae. 

## Répartition
Cette espèce est endémique d'Australie. Elle se rencontre dans le sud-ouest du Queensland, dans le sud-est du Territoire du Nord et dans le nord de l'Australie-Méridionale.

## Publication originale
- Parker, 1926 : New reptiles and a new frog from Queensland. Annals and Magazine of Natural History, ser. 9, vol. 17, p. 665-670.